# Gabriel Biel

Wendelin Steinbach, Supplementum commentarii, tryckt 1574.

Gabriel Biel, född omkring 1418 i Speyer, död 7 december 1495 i Tübingen, var en tysk skolastisk filosof.
Biel, som var professor i Tübingen, anslöt sig till William Ockhams nominalism. Hans teologiska ansatser kom att utöva stort inflytande över Martin Luther. Han sysselsatte sig även med nationalekonomiska frågor och författade bland annat Traktat über die Münzen.
Biels främsta verk var en kommentar till Petrus Lombardus Sentenser. Detta utgavs av hans lärjunge Wendelin Steinbach.